# What If… Nebula Joined the Nova Corps?
«What If… Nebula Joined the Nova Corps?» (с англ. — «Что, если… Небула присоединилась бы к Корпусу Нова?») — первый эпизод второго сезона американского анимационного телесериала «Что, если…?», основанного на одноимённой серии комиксов издания Marvel Comics.
Эпизод исследует альтернативную версию фильма «Стражи Галактики» (2014) в которой события происходят иначе, чем в основной, а именно: Танос погибает от рук Ронана Обвинителя, а Небула поступает на службу в Корпус Нова. Сценарий эпизода написал Мэттью Чонси, а режиссёром выступил Стефан Франк.
Джеффри Райт выступает в роли Наблюдателя, рассказчика истории. Карен Гиллан вернулась к озвучиванию Небулы — главного героя данного эпизода.
Работа над вторым сезоном сериала началась в декабре 2019 года. Первоначально предполагалось, что первые два сезона будут содержать по десять эпизодов каждый. Однако из-за задержек в производстве, вызванных пандемией COVID-19, во время создания первого сезона было объявлено, что в каждом сезоне будет по девять эпизодов.
Эпизод «Что, если… Небула присоединилась бы к Корпусу Нова?» был выпущен на стриминговом сервисе Disney+ 22 декабря 2023 года.

## Сюжет
В 2014 году фанатик Крии, Ронан Обвинитель, убивает безумного титана Таноса и его приёмную дочь Гамору, а приёмную дочь Небулу выбрасывает в космос. Позже её спасает Ирани Раэль / Нова Прайм и Небула поступает на службу в Корпус Нова. Ронан же берёт власть в свои руки и нападает на Ксандар. Нова Прайм принимает решение изолировать планету и закрывает её прочными защитными щитами.
Пять лет спустя Небула, ранее имеющая хорошие отношения с Йондой Удонтой, находит его тело на одной из улиц Ксандара. Прибывает отряд Корпуса Нова во главе с Гартаном Саалом и оцепляет место происшествия. Дождавшись их ухода, Небула с помощью видеозаписей разговоров с Йонду находит его Яка стрелу, в которой Удонта спрятал чертежи неизвестной конструкции. Нова Прайм приказывает раскрыть дело об убийстве Удонты любыми средствами.
Небула отправляется в известное на Ксандаре казино, где встречается с Уткой Говардом и обсуждает чертежи. С помощью Корга они узнают, что это чертежи старого серверного ядра данных Ксандра, в котором содержится исходный код генератора планетарного щита. Небула приходит к выводу, что кто-то пытается отключить щит и устроить вторжение Ронана на Ксандар. Она отправляется в Ксандарскую тюрьму и устраивает побег Йон-Рогга, несколько раз обходившего системы безопасности Ксандара. С помощью его навыков они попадают к ядру планеты и Небула проникает в системы безопасности. Однако Йон-Рогг предаёт Небулу и с помощью вредоносного кода перегружает систему, загружая на свой носитель коды открытия шлюзов. Небула выбирается из затопляемого ядра и узнаёт, что Нова Прайм и Йон-Рогг сговорились и помогают Ронану начать вторжение на планету взамен на положение в новом обществе. Нова Прайм заявляет, что использовала Небулу, чтобы та добралась до ядра данных и получила коды для открытия шлюзов, после чего приказывает отряду Корпуса убить её, однако она сбегает.
Небула возвращается в казино и её восстанавливают. Вместе с Уткой Говардом, Коргом, Грутом и Миком они соглашаются остановить Нову Прайм и отправляются к ней. Тем временем Нова начинает открытие шлюзов для Ронана и в это время прибывает команда Небулы. Последняя заявляет, что заранее заподозрила Нову в предательстве и перепрограммировала коды безопасности. Планетарный щит начинает закрываться, уничтожая Ронана и его Чёрную астру. Нова Прайм пытается сбежать, а Йон-Рогг и Саал начинают сражаться против Небулы и её команды. В процессе погони Нова Прайм погибает, а Корг нейтрализует Йон-Рогга и Саала. Щит планеты окончательно открывается и Небула клянётся всеми силами защищать Ксандар.

## Производство

### Разработка
В декабре 2019 года президент Marvel Studios Кевин Файги сообщил о начале работы над вторым сезоном «Что, если…?», основанным на одноимённой серии комиксов издания Marvel Comics. В эпизодах сезона описывается, как изменились бы история КВМ, если бы некоторые ключевые события произошли бы иначе. Эшли Брэдли и Брайан Эндрюс выступили в качестве главного сценариста и ведущего режиссёра сезона соответственно, а также исполнительных продюсеров совместно с Брэдом Виндербаумом, Кевином Файги, Луисом Д’Эспозито и Викторией Алонсо. Главный аниматор Стефан Франк выступил режиссёром первого эпизода второго сезона, получившего наименование «What If… Nebula Joined the Nova Corps?», в котором развивается альтернативная сюжетная линия фильма «Стражи Галактики» (2014).

### Сценарий
Сюжет эпизода отличается событием присоединения Небулы к Корпусу Нова после убийства Таноса Ронаном Обвинителем до событий фильма «Мстители: Война бесконечности» (2018). Он представляет собой детективную историю, вдохновлённую фильмами жанра нуар и фильмом «Бегущий по лезвию» (1982). Чонси заявил, что им понравилась работа Карен Гиллан и её персонаж в первом сезоне, после чего они решили создать новый эпизод с Небулой в том же стиле.

### Подбор актёров
Джеффри Райт выступил в роли Наблюдателя — рассказчика истории, при этом сама студия Marvel решила привлечь к озвучиванию сезона актёров, которые ранее исполняли роли своих персонажей в КВМ. К озвучиванию персонажей эпизода также вернулись Карен Гиллан (Небула), Джуд Лоу (Йон-Рогг), Майкл Рукер (Йонду Удонта), Сет Грин (Утка Говард), Тайка Вайтити (Корг) и Питер Серафинович (Гартан Саал); Джулианна Гроссман озвучила Ирани Раэль / Нову Прайм, а Фред Таташор — Грута.

### Анимация
Для второго сезона Брайан Эндрюс использовал и развивал стиль анимации «Сел-шейдинг» вместе с главой отдела визуального развития Marvel Studios Райаном Мейнердингом. Хотя сериал имеет единый художественный стиль, такие элементы, как работа оператора и цветовая палитра, различаются в каждом эпизоде:4.

## Выпуск
Эпизод «Что, если… Небула присоединилась бы к Корпусу Нова?» был выпущен на стриминговом сервисе Disney+ 22 декабря 2023 года. Премьерный показ эпизода, наряду с третьим эпизодом «What If… Happy Hogan Saved Christmas?» состоялся на площадке Walt Disney Studios в Бербанке (Калифорния) 11 декабря 2023 года, где также рассматривались вопросы по второму сезону сериала.

## Восприятие

### Реакция критиков
Джесс Шедин из IGN присвоил второму эпизоду 8 баллов из 10 и посчитал, что «детективная история, лежащая в основе этого эпизода, может показаться немного плоской, но экшн, юмор и общее настроение серии с лихвой компенсируют любые недостатки», а также заявил, что «история немного скована ограниченным хронометражом» и что это «не тот эпизод, который удовлетворит всех, кто надеялся на продолжение всеобъемлющего повествования, представленного в конце первого сезона». Ханна Роуз из Comic Book Resources отметила, что «„What If… Nebula Joined the Nova Corps?“ является детищем времён пандемии [COVID-19], и это заметно» поскольку в эпизоде «присутствуют темы изоляции, социального волнения, недоверия, заговоров и неопределённости». Арезу Амин из Collider отметила, что первый эпизод второго сезона «начинается очень сурово», назвав его «солидным началом» и выразила заинтересованность в том, как в нём будет раскрываться тема надежды и искупления. Льюис Глейзбрук из Screen Rant подчёркивает, что эпизод дал зрителю больше информации о Корпусе Нова, чем любой другой проект КВМ.

### Награды
На 51-й церемонии вручения премии «Энни» Пол Ласайн, Кристина Вардазарян, Синтия Халли, Райан Магно и Саймон Дансдон были номинированы в категории «Лучшая работа художника-постановщика в анимационной телепрограмме» за работу над данным эпизодом.

## Комментарии
1. ↑  Убийство Таноса Ронаном — момент, когда события эпизода расходятся с хронологической последовательностью «Священной линии времени», в частности с событиями фильма «Стражи Галактики» (2014), образуя новое альтернативное временное ответвление